# Sancho IV van Gascogne
Sancho IV Garcés (Baskisch: Antzo Gartzia, Gascons: Sans Gassia) was een zoon van graaf Garcia II van Gascogne. Hij volgde zijn vader in 930 op als graaf van Gascogne.
Het gebied was sterk gekrompen, doordat zijn broers belangrijke delen erfden. Sancho erfde de delen Lomagne, Gavarret, Tursan en Bruillois. Zijn jongere broers Willem en Arnold, erfden resp. Fézensac (inclusief Armagnac) en Astarac.
In 932 schrijft Flodoard dat de broers Ermengol van Rouergue en Raymond Pons van Toulouse, prinsen van Gothië samen met een "Lupus Aznar Vasco" de eer betuigden aan Rudolf van Frankrijk. Lewis meent dat deze "Vasco" de hertog van Gascogne was en noemt hem "Sánchez". 
Sancho had twee natuurlijke zoons, Sancho Sancho die hem zou opvolgen, en Willem Sancho, die zijn kinderloze broer opvolgde. Een derde zoon was Gombald, aartsbisschop van Bordeaux. Een vierde zoon Udalrich of Odulric wordt in de documenten vermeld.